# Miami (The Gun Club)
Miami è il secondo disco in studio del gruppo punk californiano The Gun Club.

## Tracce
(Tutte le canzoni sono state scritte da Jeffrey Lee Pierce tranne dove specificato)
1. Carry Home - 3:11
2. Like Calling Up Thunder - 2:26
3. Brother and Sister - 2:57
4. Run Through the Jungle - 4:08 (John Fogerty)
5. A Devil in the Woods  - 3:05
6. Texas Serenade - 4:41
7. Watermelon Man - 4:06 (Jeffrey Lee Pierce, Ward Dotson
8. Bad Indian - 2:35
9. John Hardy - 3:24 (Traditional, riarrangiata da Jeffrey Lee Pierce)
10. The Fire of Love - 2:08 (Jody Reynolds, Stordivant Sonya)
11. Sleeping in Blood City - 3:28
12. Mother of Earth - 3:24

## Formazione
- Jeffrey Lee Pierce: voce, chitarra, pianoforte, chitarra solista in "Run Through the Jungle" e "John Hardy", cori in "Watermelon Man"
- Rob Ritter: basso
- Ward Dotson: chitarra, cori in "Watermelon Man"
- Terry Graham: batteria

### Altri Musicisti
- Walter Steding - fiddle in "Watermelon Man"
- D.H. Laurence Jr. - cori
- Chris Stein - percussioni e bongos in "Watermelon Man"
- Mark Tomeo - chitarra steel in "Texas Serenade" e "Mother of Earth"